# ZeroG Commander
ZeroG Commander es un juego de la categoría 4X (construcción de imperios) con una temática de ciencia ficción. Se juega a través de una interfaz web (navegador) conectando a una partida alojada en un servidor web. La partida transcurre en un vasto universo persistente que funciona de manera continua.
Cada jugador controla a una facción que ha salido de la Tierra en busca de un nuevo futuro. Las facciones compiten entre sí en un ranking de puntuación basado en su fuerza actual (militar, económica y tecnológica) y el prestigio obtenido por el control de sistemas estelares.
Es un juego muy competitivo. Un jugador puede ser aplastado sin piedad por otros jugadores, aunque existen muchos mecanismos de defensa para sobrevivir. No obstante, la estrategia del juego no se basa en destruir a otros jugadores. Puedes jugar de una manera totalmente pacífica y colaborativa, pero la mecánica del juego ofrece esa posibilidad. La estrategia es a largo plazo. Normalmente no es necesario conectar más que una o dos veces al día, programar las órdenes, hacer unos ajustes y desconectar. Aunque el jugador que quiere ser más activo tiene muchas opciones de micromanagement.

## Características del juego
- Universo gigantesco con planetas de diversos tipos, cometas y campos de asteroides que tienen diferentes tipos de recursos para explotar.
- Sistema avanzado de órdenes que permite programar una flota para realizar un conjunto complejo de órdenes cuya ejecución puede durar varios días.
- Sistema de ranking de jugadores basado en el prestigio y otros valores como la tecnología, la población o tu economía.
- Sistema de combate avanzado que incluye: saqueos de bases, combates de flota, bombardeos, intercepciones y asaltos. Las naves y flotas tienen localizaciones de daño, tripulación que sufre bajas y daños críticos.
- Diplomacia avanzada: guerras, pactos de no agresión, cese el fuego, tratados comerciales. Permite crear sistemas de vasallaje a través de pagos regulares.
- Misiones aleatorias NPC de muchos tipos: minería, comercio, combate... que ofrecen recompensas especiales y contenido al juego.
- Eventos aleatorios que pueden ocurrir a los jugadores y eventos globales. Muchos de ellos conocidos a través del sistema de noticias.
- Alianzas cooperativas entre jugadores, también llamadas consorcios. Permiten la comunicación entre grupos de facciones que se juntan para hacer misiones avanzadas y control de los enclaves, que son puntos especiales del juego.
- Espionaje entre jugadores basado en redes de infiltración, con diferentes tipos de misiones.
- Sistema económico complejo: control de ingresos y gastos, impuestos, bienes de consumo, tributos... cada jugador elige cuanto quiere gastar y como quiere generar ingresos: comercio, misiones, piratería, colonias...
- Comercio avanzado entre jugadores: órdenes comerciales, flotas comerciales, comercio con NPC...
- Sistema industrial complejo: varios tipos de recursos, producción de módulos, montaje de naves, entrenamiento de tropas, expansión de bases.
- Más de 400 tipos de objetos. Muchos de ellos producidos mediante crafting. Otros son objetos especiales.
- Instalaciones únicas que dan jugosos extras para la facción, disponibles para su compra en el mercado estelar a cambio de prestigio y créditos.
- Más de 400 tecnologías únicas que se van desbloqueando en un árbol tecnológico.
- Diseño personalizado de naves basado en chasis y módulos que conocemos. Diferentes clases de naves para cumplir diferentes funciones a capricho del jugador.
- Automatización avanzada de flotas para cumplir órdenes dependiendo de su estado futuro. Permite encadenar órdenes que se van cumpliendo solas sin la supervisión del jugador.
- Rutas comerciales automáticas que puede ser asignadas a flotas para que realicen tareas de transporte de recursos.

## Background
A comienzos del siglo XXII la humanidad ha alcanzado un progreso tecnológico sin precedentes. Los primeros motores de salto han permitido la colonización de los sistemas estelares cercanos, y una nueva tecnología, la del salto cuántico, permite alcanzar puntos aún más distantes en las estrellas.
Durante el pasado siglo las sociedades de la Tierra sufrieron una profunda transformación. En un mundo cada vez más globalizado, el concepto de frontera nacional se fue poco a poco diluyendo para dar paso a organizaciones sociales más complejas y diversas. La posibilidad de abandonar el planeta y poder crear una nueva comunidad desde cero atrajo a muchos, y se produjo una nueva migración a gran escala similar a la de la conquista del Nuevo Mundo.